# Deák család (mihályi)
A mihályi Deák családról viszonylag kevés adatunk van.
A történeti hagyomány szerint a 16. század óta a gyöngyöspüspöki birtokrészen éltek és 1630-ban címeres nemeslevelet szereztek. 1693-ban Karácsondon, Zsadányban, Szaránkon, Cserőházán és Fogacson voltak 300 forint összjövedelmű birtokaik.
A 17. század végén, amikor a Neoaquistica Commissio felülvizsgálta a birtokjogokat, s a család az Újszerzeményi Bizottság előtt is igazolta többek között a Tiszakürtön, Fogacson, Karácsondon és Zsadányban szerzett birtokait Heves és Külső-Szolnok vármegyében. A Rákóczi-szabadságharc alatt Deák Pál birtokait elkobozták. Ugyanitt Steössel Kristóf alispán feleségül vette Deák Pál özvegyét Almásy Ágnest.
Ezt az előnevet használta a 20. század elején a Nyitrán lakó, egyházi nemesi eredetű Deák család is. Ez az ág azonban a 19. század folyamán még a pusztaszeri és tömörkényi előnevet használta.
Deák József az ürményi Hunyady család fiskálisa 1799-ben feleségül vette ifj. Szánthó Adalbert és Bartl Julianna lányát Annát, ami révén kapcsolatba került a nemespanni családokkal. Feltételezhetően ezután részben ide is költözött, hiszen 1802-ben Pest vármegye bizonyítványa (1802. május 22.) alapján kihirdette nemességét Nyitra vármegyében is. Rudnay Sándor (1760-1831), 1819-től hercegprímás, adományozott 1821-ben Deák Józsefnek “kuriális portiót” a Verebélyi és Szentgyörgyi érseki székben, Nemespannon a “Felsö Osztval”-ban, Tyúkos György és Antal magvaszakadása folytán. Ez jelenleg a legkésőbbi ismert adomány a faluban. Ott a Soósvölgyben birtokoltak nagyobb birtokot, illetve emeletes úrilakuk volt Nemespannon.
Deák János 1869-ben feleségül vette báró Baumgarten Pál (1814-1872) és Lippe Jozefin (1816-1903) lányát, Eugeniát, akitől születtek Árpád (felesége Soltész Gyémi), János, Jenő (felesége Benkeő Józsa), Béla (felesége Lakits Magda) huszárfőhadnagy, István (felesége Endrődy Margit) és József (felesége Sándor Olga) nevű gyermekei. Sógora volt Baumgarten Emil (1846-1921) országgyűlési képviselő.
A család később Nyitrára költözött ága a főnemesi kapcsolatrendszere ellenére a 20. század első felére vagyonilag visszaesett, valószínűleg rossz befektetéseik miatt, állítólag lovakra költöttek. A kései leszármazottak Nyitrán nyugszanak. A család egy porcelánkészlete Imrich Točka professzor jóvoltából az alsóbodoki Zoboralja Múzeum gyűjteményében található.

## Neves személyek
- Deák Pál (?-1707; Nesztorovics) tábornok, ezredtulajdonos a hegyaljai felkelés leverője[12]
- Mihályi Deák Judit (?-1716), Pál testvére, Almásy János felesége[13]
- Deák József (1764-1853) 1822-ben és 1829-ben a verebélyi szék jegyzője, 1831-ben táblabírája,[14] 1843-tól Pest vármegye táblabírája,[15] alapítványi királyi ügyész[16]
- Deák Nep. János Adalbert (1801-?), Deák József és Szánthó Anna (1777-1837)[17] (szülei Szánthó Adalbert táblabíró és Bartlme Julianna) fia, 1837-től a verebélyi szék néveri járásának főszolgabírája,[18] 1841-1846 körül a verebélyi szék másodalispánja,[19] a nemespanni templom felújításában és tornyának építésében szerzett érdemeket.
- Deák Béla (1877 körül-1917) honvéd huszárfőhadnagy, a Magyar Folyam- és Tengerhajózási Részvénytársaság tisztviselője, orjahovoi ügynöke (1907). 1906-ban a helyi bolgár rendőrség inzultálta,[20] később Orsován teljesített szolgálatot (1914-1915), de a szerb ágyúzás kikezdte idegzetét.[21]
- Mihályi Deák Jenő a Művészház ügyvezető igazgatója 1909-1910-ben[22]